# Kruščica (Republika Serbska)
Kruščica (cyr. Крушчица) – wieś w Bośni i Hercegowinie, w Republice Serbskiej, w gminie Kalinovik. W 2013 roku liczyła 1 mieszkańca.